# EcuRed
EcuRed (Zkratka pro „Enciclopedia cubana en la Red“) je kubánská online encyklopedie, vybudovaná na softwaru MediaWiki. Vypadá tedy podobně jako Wikipedie, její obsah je však kontrolován kubánskou vládou. Jednostranná prorežimní prezentace faktů vysloužila encyklopedii EcuRed přezdívku Castropedie.
Testovací fáze byla spuštěna v srpnu 2009, ostrý provoz byl zahájen 13. prosince 2010. V lednu 2025 obsahovala přes 272 000 článků. Editovat ji smějí pouze registrovaní uživatelé, mezi které se však není lehké zařadit: musí používat email s koncovkou .cu a být navíc schváleni administrátory. Ani takoví uživatelé však nemohou upravovat každý článek: stránky mohou být z řady důvodů před změnami „chráněny“.
EcuRed se nevyhýbá ani některým tématům, která pro režim nejsou příjemná, jen je zpracovává po svém. Např. v profilu kubánské blogerky Yoani Sánchezová se mohou uživatelé dočíst, že je představitelkou kybernetické války, která přijímá podporu od „otevřeně kontrarevolučních a extrémně pravicových skupin“. Perzekuci ze strany režimu, na kterou si stěžovala ve svém blogu, nebyla podle EcuRed nikdy schopna dokázat. Článek také uvádí, že asi 1 300 redaktorů zahraničních médií „má příkaz“ sledovat, co Yoani na svém blogu a na Twitteru píše.